# Jo Swinson
Joanne Kate Swinson (5 de febrer de 1980) és una política britànica i escocesa que fou líder dels Liberal Demòcrates (Regne Unit) del 22 de juliol fins al 13 de desembre del 2019. Era la primera dona i la persona més jove a liderar el partit. Era diputada del Parlament del Regne Unit per la circumscripció d'East Dunbartonshire del 2005 fins al 2015 i del 2017 fins al 2019, quan el Partit Nacional Escocès (SNP) va obtenir l'escó.
Swinson estudià al London School of Economics, i treballà breument en relacions públiques, abans de ser diputada del parlament, la més jove llavors. Fou la portaveu dels Liberal Demòcrates. El 2015, perdé son escó, però el reguanyà a les eleccions del 2017, al mateix any fou escollida Vicepresidenta dels liberal demòcrates del partit sense cap oposició. El juliol de 2019, després de la jubilació de Vince Cable derrotà Ed Davey per esdevenir líder del partit.
Fou líder del partit durant les Eleccions al Parlament del Regne Unit de 2019. Durant la campanya electoral digué que podia arribar a ser la Primera ministre del Regne Unit, i va prometre revocar l'article 50 i parar Brexit. Malgrat tot això, perdé el seu escó a mans del Partit Nacional Escocès, i no va poder seguir com a líder del partit.
El juliol de 2020, Swinson va esdeveneir professor visitant a la Cranfield School of Management al comtat de Bedfordshire. El setembre de 2020, va esdevenir directora del grup Partners for a New Economy (P4NE, socis per a una nova economia).